# 민족박물관 (부다페스트)
헝가리 부다페스트에 위치한 민족박물관(헝가리어: Néprajzi Múzeum)은 국립박물관이다.

## 역사
이 박물관은 1872년에 헝가리 국립박물관의 민족 박물관으로 건축되었다. 초대 관장은 존 잔터스이다. 그 후, 1947년에 국립 박물관과 공식적으로 분리되었다. 1973년에는 코슈트 러요시 광장의 국회의사당 앞으로 옮겼다. 또한 현재의 건물은 알라요스 하우스만에 의해 만들어졌다.